# Album kép
Album kép là dạng album âm thanh mà nội dung chia ra làm 2 phần khác biệt về mức ưu tiên khi bày bán, thường được sản xuất dưới dạng đĩa than hoặc CD.
Album kép thông thường, chứ không bắt buộc, được sử dụng khi album có dung lượng lớn hơn thông thường. Nhiều nghệ sĩ nhờ tới album kép để đưa album chính đi kèm với một vài sản phẩm nghệ thuật nhỏ lẻ; tuy nhiên đôi lúc có vài ngoại lệ như album Some Time in New York City của John Lennon, hay Ummagumma của Pink Floyd (bao gồm 1 album phòng thu đi cùng một album trực tiếp trong cùng một đóng gói), hay album Speakerboxxx/The Love Below của OutKast (thực tế là 2 album solo của 2 nghệ sĩ trong ban nhạc).
Với sự ra đời của đĩa CD, album thường được thêm phần bổ sung (bonus disc) với nhiều yếu tố ngoài nội dung chính, có thể là các ca khúc thu âm trực tiếp, thu âm nháp, các ca khúc bị loại bỏ, hay các phụ phẩm khác. Một trong những bước tiến khác đó là sự xuất hiện của DVD hay DVD-Audio đi cùng với nội dung của toàn bộ bản thu. Cách kết hợp này được coi là hình thức mới của album kép. Ngày nay, thậm chí nhiều album kép được phát hành với 2 mặt với tên gọi DualDisc.
Nguyên tắc này cũng được áp dụng cho các đa-album khác, như album-3 bao gồm 3 đĩa. Những sản phẩm đóng gói khác có nhiều hơn 3 đĩa thường được coi là box set.